# Chiesa di Maria Santissima Annunziata (Spinazzola)
La chiesa di Maria Santissima Annunziata è una chiesa di Spinazzola.

## Storia
La storia della chiesa dell'Annunziata di Spinazzola è incerta. Forse in origine era una modesta cappella suburbana ampliata nel 1555 o 1565, in coincidenza con il ritorno dei Minori Conventuali nella cittadina murgiana. La ricostruzione della chiesa sarebbe solo nel 1632, mentre al 20 marzo del 1657 risale la sua dedicazione ad opera del Vescovo di Venosa Giacinto Tauro.
La parrocchia di Maria Santissima Annunziata di Spinazzola venne eretta nel 1938 dal Vescovo di Venosa Domenico Petroni.

### Restauro
Nel corso del Novecento ha ricevuto diversi restauri; gli ultimi interventi, che hanno comportato tra l'altro la realizzazione di un nuovo tetto a capriate sulla navata centrale, risalgono al 2000.